# Lago Volta

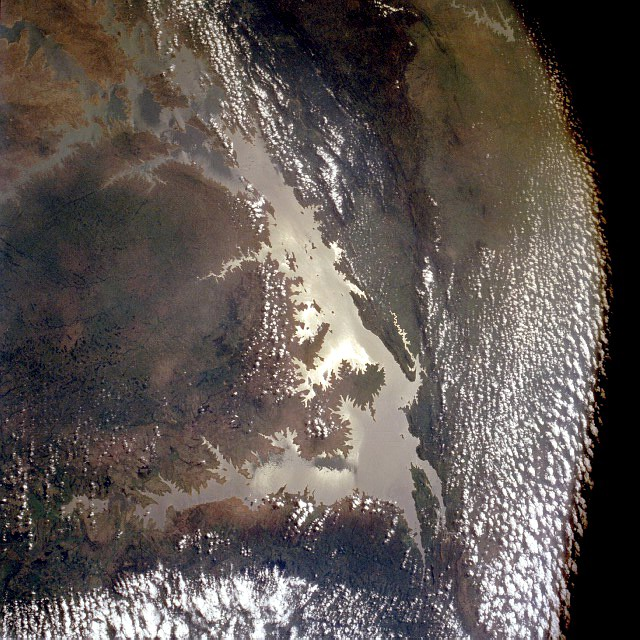
Vista satelital del lago Volta

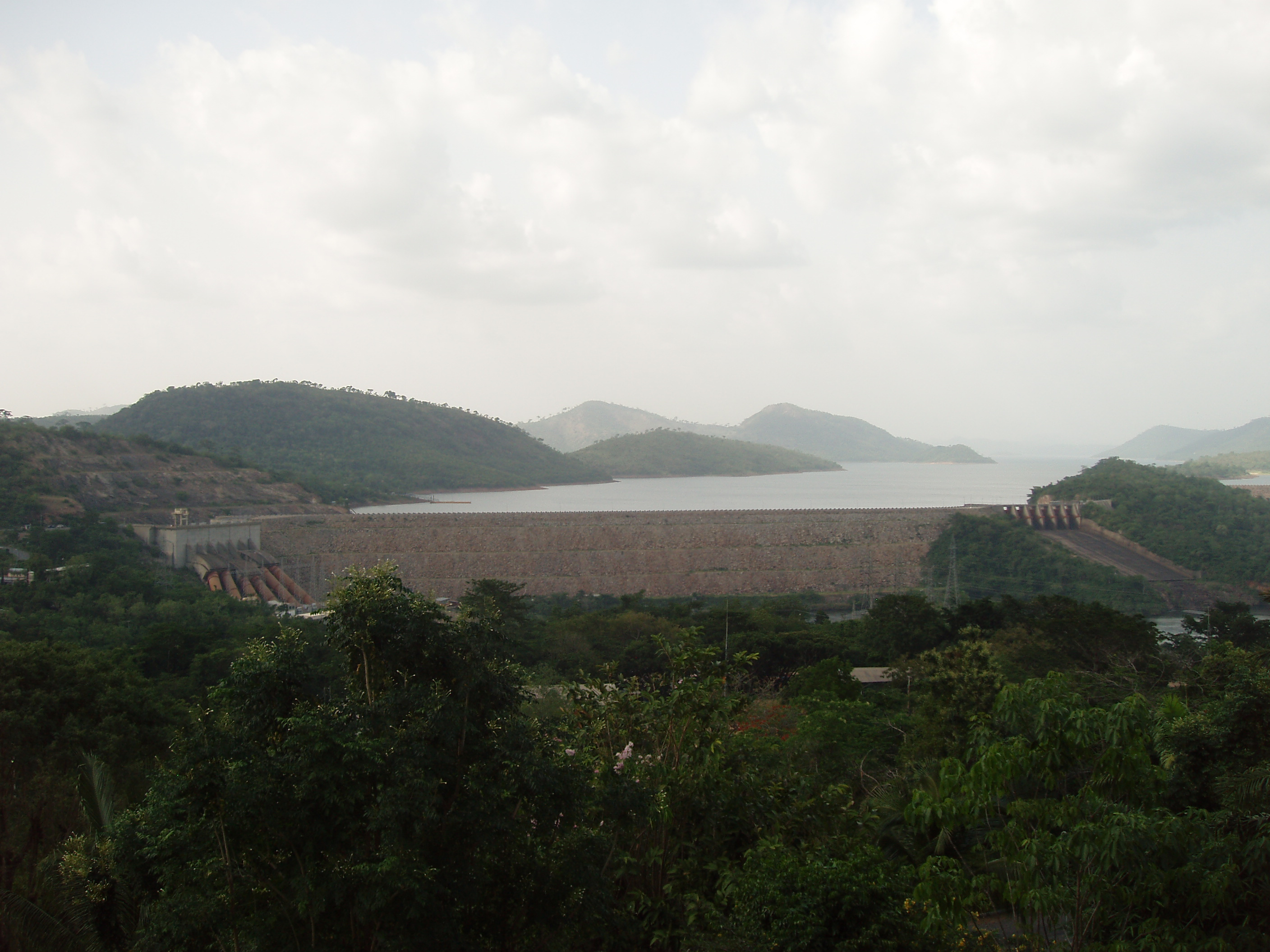
Vista de la presa de Akosombo

El lago Volta es el embalse con mayor superficie del mundo. Se encuentra en Ghana y ocupa cerca de 8502 km², es decir el 3,564 % de la superficie nacional. El límite septentrional es la ciudad de Yapei y el meridional la presa de Akosombo. De un extremo a otro hay 520 km. Tiene una profundidad máxima de 75 m y un volumen de 148 km³.
La presa acumula las aguas del Volta Blanco y el Volta Negro que antes convergían para formar el río Volta. Ahora este río fluye de la presa al océano Atlántico. El lago se conformó en 1965, cuando fue construida la presa de Akosombo. Debido a la formación del lago Volta, tuvieron que trasladarse 78 000 personas a nuevas poblaciones, así como 200 000 animales de su propiedad. Se inundaron 120 edificaciones, sin contar con pequeñas viviendas.
La presa de Akosombo proporciona electricidad a gran parte de la nación. Es también importante para el transporte, en barcos de carga.
El parque nacional Digya se encuentra en su orilla occidental.
El 9 de abril de 2006 un barco de pasajeros naufragó en sus aguas. Murieron cerca de 120 personas.